# サン・ランベール駅
サン・ランベール駅（仏語：Gare de Saint Lambert）はカナダケベック州サン・ランベール アヴニュ・サン・ドニ329にある駅。カナダ各地を結ぶVIA鉄道、モントリオール都市圏の近郊輸送を担うモントリオール大都市圏交通局 (AMT)、そしてニューヨークから国際列車としてアムトラックが乗り入れている。

## 概要
当駅の駅舎は典型的な1980年代の建物のシンプルな建築様式である。この駅は、VIA鉄道が管理している。また、通勤鉄道としてモントリオール大都市圏交通局モン・サン・イレール線の列車が停車する。

## 利用可能な鉄道路線／列車
VIA鉄道の停車する列車は下記の通り。
モントリオールとハリファックス間の夜行長距離列車オーシャン号…週3往復停車
モントリオールとケベック・シティ間の昼行中距離列車コリドー号…1日4往復停車
アムトラックの停車する列車は下記の通り。
モントリオールとニューヨーク間の昼行国際列車アディロンダック…1日1往復停車
モントリオール大都市圏交通局の停車する列車は下記の通り。
モントリオール中央駅とモン・サン・イレール駅間のモン・サン・イレール線…1日7往復停車

## バス
当駅から乗車できるバスは以下の通り。
市内交通は、ロングイユ交通ネットワーク (Réseau de transport de Longueuil)が担っている。